# Лісовий намет

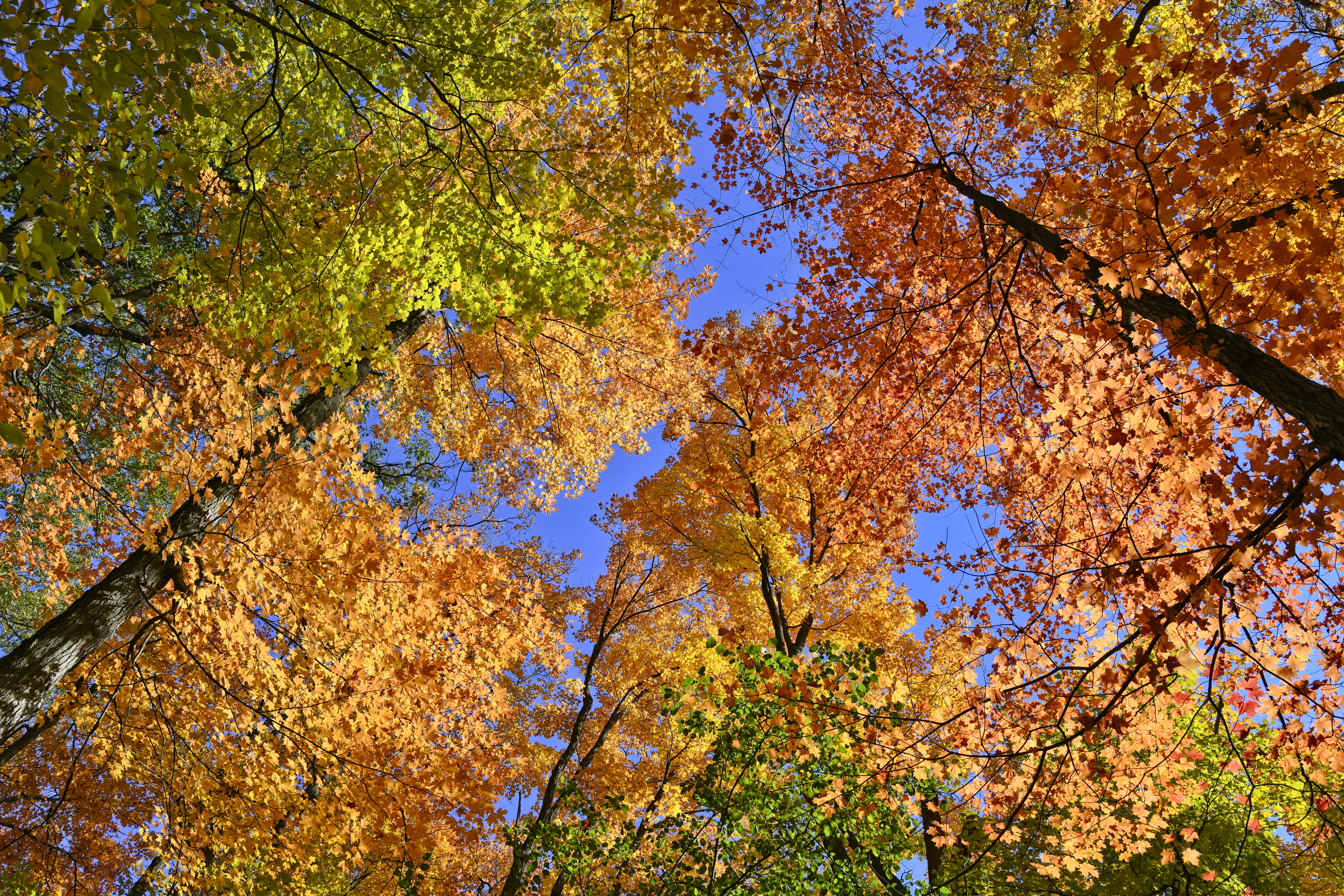
Лісовий намет у листяному лісі восени. Громадський заказник Гарт-Лейк, Онтаріо

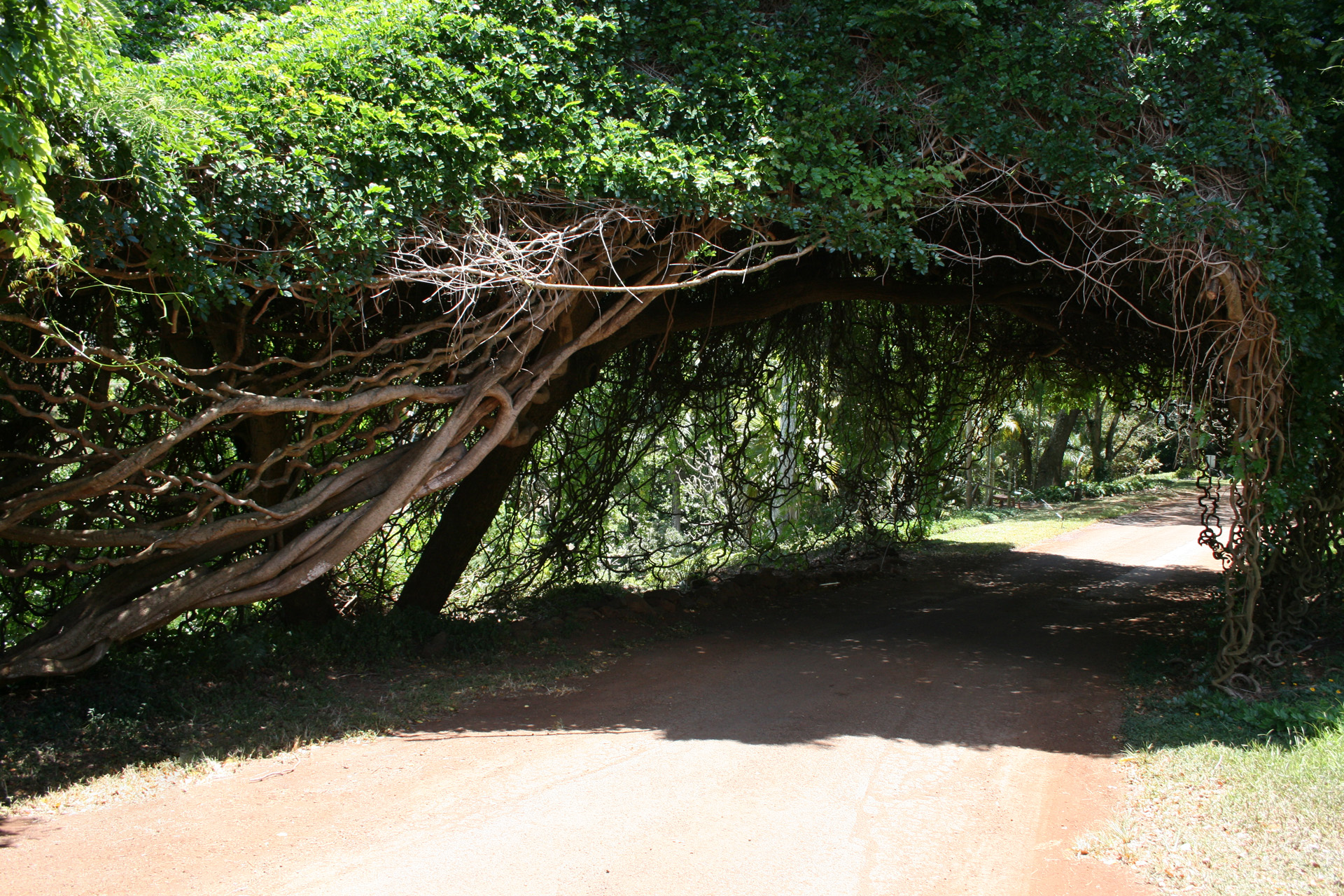
Ліани в саду МакБрайд (McBryde Garden) На острові Кауаї

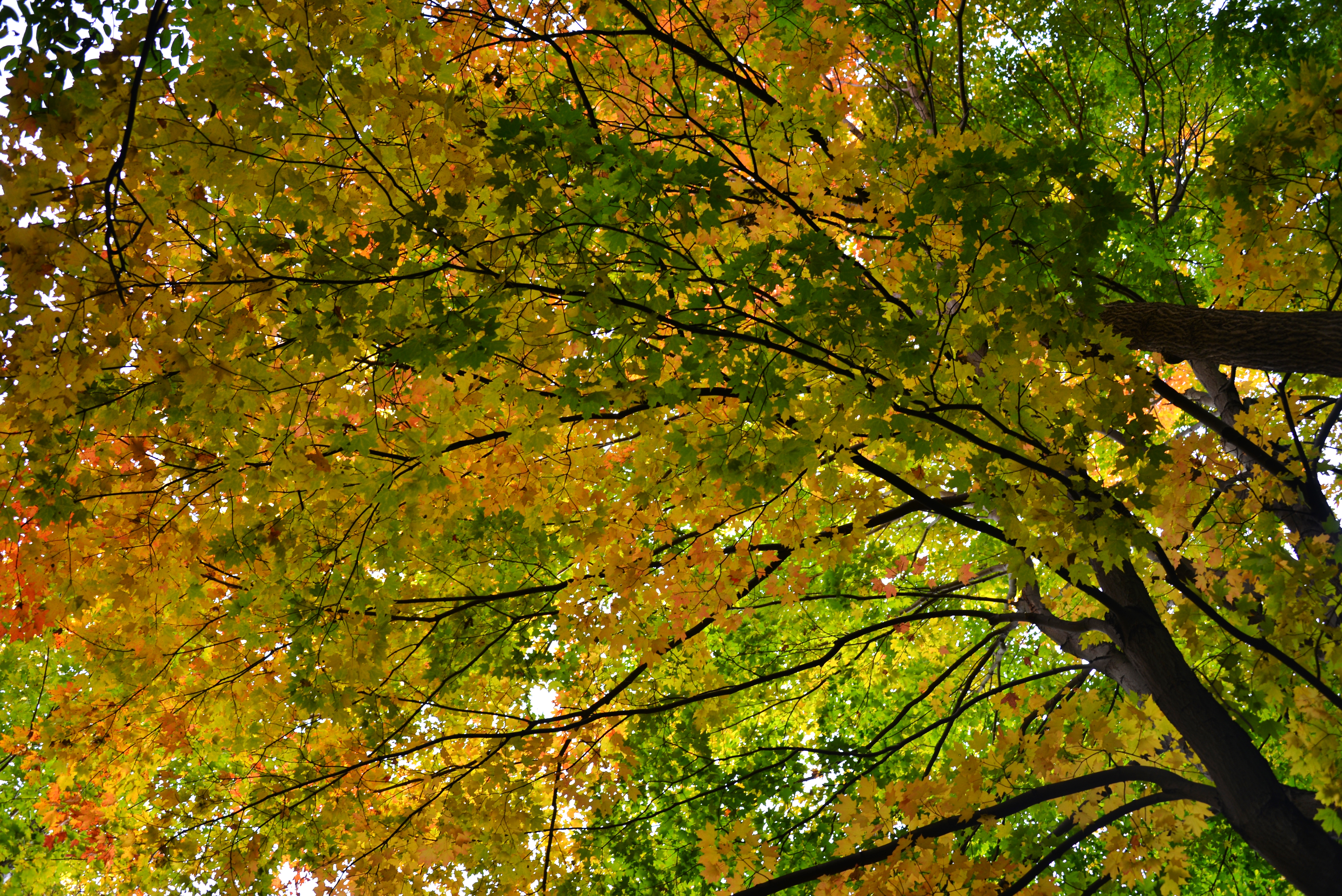
Крони клена утворюють зімкнутий намет

Лісовий намет, або полог лісу — сукупність крон дерев, що зімкнулися, та які розміщуються в одному або кількох ярусах.
За іншим означенням — полог лісу (дерев, насаджень і т. ін.) — з'єднані крони дерев майже однакової висоти.
Також, у біології намет — це надземна частина природного або культурного фітоценозу, утворена сукупністю окремих крон рослин.
У лісовій екології наметом також вважається верхній шар або зона проживання, утворена кронами зрілих дерев, яка включає інші біологічні організми (епіфіти, ліани, тварин тощо). Вважається, що спільноти, які населяють шар намету, беруть участь у підтримці різноманітності, стійкості та функціонування лісів.
Іноді термін намет використовується для позначення ступеня розвитку зовнішнього шару листя окремого дерева або групи дерев. Тіньові дерева зазвичай мають щільну крону, яка блокує надходження світла до рослин нижчих ярусів.
Лісовий намет утворюється одним ярусом дерев у простих лісостанах, в якому крони розміщуються приблизно на одному рівні з відхиленням на 10-15 % від порівняльної висоти деревостану. Лісовий намет у змішаних та складних лісостанах формується з декількох ярусів.

## Спостереження
Ранні спостереження за наметом проводилися з землі за допомогою бінокля або шляхом дослідження поваленого матеріалу. Іноді дослідники помилково покладалися на екстраполяцію, використовуючи більш доступні зразки, взяті з підліску. У деяких випадках вони використовували нетрадиційні методи, такі як стільці, підвішені на ліанах, або дирижаблі з гарячим повітрям, серед іншого. Сучасні технології, включаючи адаптоване альпіністське спорядження, зробили спостереження за кронами значно простішим і точнішим, дозволили довше та більше спільно працювати та розширили сферу дослідження намету.

## Структура намету
Структура намету — це організація або просторове розміщення (тривимірна геометрія) намету рослин. Індекс листкової поверхні (LAI), площа листя на одиницю площі землі, є ключовим показником, який використовується для розуміння та порівняння рослинних наметів.
Намет вищий за ярус підліску. Намет вміщує 90 % тварин тропічного лісу. У тропіках намет покриває величезні площі і здається непорушними, якщо спостерігати з літака. Однак, незважаючи на те, що гілки дерев перекривають одна одну, дерева тропічного лісу рідко торкаються одне одного. Швидше, вони зазвичай розділені певними проміжками.
Зімкнутість намету деревостану — відношення суми площ горизонтальних проєкцій крон дерев (без урахування площі їх перекриття) до загальної площі ділянки лісу. Виражається у відсотках або частках від одиниці.

## Ярусність намету лісів
Домінуючі та співдомінантні дерева формують нерівномірну ярусність намету. Крони дерев здатні відносно швидко фотосинтезувати завдяки великій кількості світла, тому воно підтримує більшість первинної продуктивності в лісах. Крони високих дерев забезпечують захист від сильних вітрів і штормів, а також перехоплюють сонячне світло та опади, що призводить до відносно рідкого ярусу підліску.
У наметі лісу мешкає унікальна флора і фауна, яких немає в інших ярусах лісу. Найбільше наземне біорізноманіття знаходиться в наметах тропічних лісів . Багато тварин тропічного лісу еволюціонували, щоб жити виключно в наметі і ніколи не торкатися землі.
Намет тропічного лісу зазвичай має товщину близько 10 м і перехоплює близько 95 % сонячного світла. Намет лежить під окремими найвищими кронами емерджентного ярусу, розрідженим шаром дуже високих дерев, зазвичай у кількості одне або два на гектар. З великою кількістю води та майже ідеальною температурою в тропічних лісах світло та поживні речовини є двома факторами, які обмежують ріст дерев від підліску до намету.
У спільноті пермакультури та розведення лісу намет є найвищим із семи шарів.
Намет може досягати 40 метрів у висоту з різними видами тварин, приуроченими до різних висот.

## Екологія намету лісу
Лісові намети мають унікальні структурні та екологічні особливості та є важливими компонентами загальної лісової екосистеми. Вони беруть участь у таких важливих функціях, як перехоплення опадів, поглинання світла, кругообіг поживних речовин і енергії, газообмін, а також забезпечують середовище існування для різноманітних диких тварин. Намет також відіграє певну роль у зміні внутрішнього середовища лісу, діючи як буфер щодо вхідного світла, вітру та температурних коливань.

### Видове різноманіття
Ярус лісового намету підтримує різноманітну флору та фауну. Його охрестили «останньою біотичною межею», оскільки він забезпечує середовище існування, яке дозволило еволюціонувати незліченній кількості видів рослин, мікроорганізмів, безхребетних (наприклад, комах) і хребетних (наприклад, птахів і ссавців), які є унікальними для верхніх ярусів лісу. Завдяки цьому намет лісу, можливо, вважається одними з найбільш багатих на види середовища на планеті. В даний час вважається, що угруповання, знайдені в наметі, відіграють важливу роль у функціонуванні лісу, а також підтримці різноманітності та екологічної стійкості.

### Регулювання клімату

#### Лісовий клімат
Лісовий намет сприяє мікроклімату лісу, контролюючи та буферизуючи коливання кліматичних умов. Лісовий намет перехоплює дощі та снігопади, тим самим нейтралізуючи вплив опадів на місцевий клімат. Лісові крони також пом'якшують вплив температури всередині лісів, створюючи вертикальні градієнти освітлення. Варіації лісового мікроклімату також обумовлені структурою та фізіологією крон дерев та епіфітів. Це створює цикли зворотного зв'язку, де мікроклімат лісу визначає і визначається видовою ідентичністю, ознаками росту та складом лісового насадження крон дерев.

#### Глобальний клімат
Лісовий намет бере значну участь у підтриманні стабільності глобального клімату. Він відповідає за щонайменше половину глобального обміну вуглекислого газу між наземними екосистемами та атмосферою. Лісові крони діють як поглиначі вуглецю, які зменшують збільшення атмосферного CO 2, спричинене діяльністю людини. Знищення лісових наметів призведе до вивільнення вуглекислого газу, що призведе до збільшення концентрації атмосферного CO 2 . Тоді це у свою чергу зумовить зростання парникового ефекту, перегріваючи планету.

## Перехоплення намету
Перехоплення крон — це дощ, який перехоплюється кроною дерева та послідовно випаровується з листя. Опади, які не перехоплюються, випадуть у нижчі шари або стечуть по стовбурах на лісову підстилку.
Існує багато методів вимірювання перехоплення намету. Найбільш часто використовуваним методом є вимірювання кількості опадів над наметом і віднімання прохідних опадів і потоку по стеблах (наприклад, Helvey and Patric [1965]). Однак проблема цього методу полягає в тому, що намет не є однорідним, що спричиняє труднощі в отриманні репрезентативних даних про падіння.
Інший метод, який намагався уникнути цієї проблеми, застосований, наприклад, Shuttleworth et al. [1984], Calder et al. [1986], і Колдер [1990]. Вони накрили лісову підстилку поліетиленовими листами та зібрали опади, які пройшли крізь намет. Недоліком цього методу є те, що він непридатний для тривалого періоду, тому що зрештою дерева всихають через брак води, а також метод непридатний для снігових явищ.
Метод Hancock і Crowther [1979] дозволив уникнути цих проблем, використовуючи ефект навантаження гілок. Коли листя на гілці затримує воду, вона стає важчою і згинається. Вимірюючи цей пеоказник, можна визначити кількість перехопленої води. Гуанґ та ін., 2005 удосконалили цей метод у 2005 році, використовуючи тензодатчики. Однак недоліки цих методів полягають у тому, що можна отримати інформацію лише про одну гілку, і виміряти ціле дерево чи ліс буде досить трудомістким.

## У літературі
- «Під наметом п'яного лісу» — роман Джеральда Даррелла.